# Непарная вена
Непарная вена (лат. vena azygos) — продолжение в грудную полость правой восходящей поясничной вены (лат. v. lumbalis ascendens dextra), которая, проходя через диафрагму между мышечными пучками её правой ножки, попадает в заднее средостение. Образует дугу непарной вены вблизи впадения в верхнюю полую вену. В устье непарной вены находятся два клапана.

## Топография
Позади и слева от непарной вены находится позвоночный столб, грудная часть аорты и грудной проток. Спереди — пищевод.

## Анастомозы
На своем пути правая восходящая поясничная вена (корень непарной вены) анастомозирует с правыми поясничными венами (париетальные притоки нижней полой вены), то есть получается кава-кавальный анастомоз (анастомоз между притоками верхней и нижней полых вен).
Данные анастомозы имеют большое значение, так как в случае ограничения кровотока по полым венам кровь пойдёт по коллатералям.